# Ernst Windisch
Ernst Wilhelm Oskar Windisch, född 4 september 1844 i Dresden, död 30 oktober 1918 i Leipzig, var en tysk filolog.
Windisch studerade i Leipzig, där han 1869 blev privatdocent i sanskrit och jämförande språkforskning. År 1870 begav han sig till England som medarbetare i katalogiseringen av India Office Librarys indiska handskrifter, varvid han började studera keltiska språk (främst forniriska). År 1871 blev han extra ordinarie professor i Leipzig, 1872 professor i sanskrit och jämförande språkforskning i Heidelberg och 1875 i Strassburg. År 1877 kom han tillbaka till Leipzig som ordinarie professor i sanskrit. Windisch bidrog till Curtius "Grundzüge der griechischen Etymologie", fjärde och femte upplagorna, med det keltiska etymologiska materialet. Han var från 1880 medutgivare eller huvudredaktör av Zeitschrift der Deutschen Morgenländischen Gesellschaft. Hans skrifter rör sig huvudsakligen på det språkjämförande, det fornindiska och det keltiska (forniriska) området.